# 张家大湖
张家大湖是一个位于中国湖北省天门县的湖泊，面积约为6.17平方千米。